# Cnephasia facetana
Cnephasia facetana es una especie de polilla perteneciente al género Cnephasia, categorizada en la tribu Cnephasiini, de la subfamilia Tortricinae.

## Distribución
Se distribuye por Palestina.

## Taxonomía
Fue descrita por Kennel en 1901 y publicada por primera vez en (Cnephasia), Dt. ent. Z. Iris 13(1900): 230.